# Anomotoma lesnei
Anomotoma lesnei là một loài bọ cánh cứng trong họ Cerambycidae.